# 魔魅大陆的邪咒
《魔魅大陆的邪咒》是英国电子游戏公司Core Design开发并发行的冒险游戏，1992年发行于MS-DOS和Amiga平台。游戏讲述现代少年布拉德，被邪恶女巫王用魔法抓到魔魅大陆后，和邪恶力量对抗，设法返回自己世界的滑稽奇幻故事。
《魔魅大陆的邪咒》原名「泽洛利亚」，是Core Design首次尝试冒险类型、並與卢卡斯艺术与雪乐山在线竞争的作品。和同期冒险游戏相比，游戏有几处机制與设计，如融入许多纯粹动作游戏场景、基本未使用文字和对话，相当反传统並且饱受争议。
然而，《魔魅大陸的斜咒》发行后总体获得好评，特别是Amiga杂志的好评。游戏画面和动画特别获得称赞，但无逻辑的谜题與不寻常的设计往往招致批评。Core Design曾短暂计划开发续作，但最终改为精神续作《宇宙》，于1994年发行。

## 玩法

游戏的起点，下方为图标式用户界面栏（Amiga）

《魔魅大陆的邪咒》和雪乐山创意解译的國王密使系列类似，使用点击式用户界面。玩家右击鼠标，呼出图标控制栏，向玩家角色下达指令，同时暂停游戏。控制栏有七條主命令：物品、拾取、操作与使用（开启子菜单，内有八項操作：开锁、插入、推拉、吃下、穿衣、投掷、交给、组合）、查看、对话（只有“救命！”和“嗨！”）、攻击和跳跃。主人公与对象和角色互动时，一般需要紧贴而站，顯示方形对话气泡。控制杆和电脑键盘亦可操作游戏。
《魔魅大陆的邪咒》和一般冒险游戏不同，描述对象與对话不使用文字。同友好非玩家角色对话非常简单，仅以漫画式对话气泡显示簡單的图标，內容多代表需要玩家交給的东西。此外，游戏融合了一些动作场面，如躲避危险和把控时机使用道具，因此有时该作归类为动作冒险游戏。不过角色并无死亡風險，遇到任何危险皆“永生”，故所有任务都可重复直到完成，代價只是扣减一定分数。游戏流程中可收集珠宝、金币等值钱物品获得高分。

## 情节
游戏设定于平行世界魔魅大陆，這個奇幻世界由一群强大邪恶的女巫残暴地统治著。她们之中，自负恐怖的女王最为沉淪，她渴求永駐青春的魔法，並尋找魔法的主原料——异世界的男孩。女王向全魔魅大陆的女巫许诺，让她们一同永葆青春，以此借来魔力，创造了连通地球的隐形门。1990年代的一天，英国少年布拉德正和妹妹珍妮练习棒球，這時女巫從通道中發現他，並发动了召唤魔法，一道闪光中，布拉德突然消失。游戏的开始，布拉德身着中世纪服装从迷宫房間中醒来。他迅速设法逃跑，踏上平安回家的旅程。在离奇的冒险旅程中，布拉德勇敢面对各种危险，遇到许多友好和敌对的角色，打破所谓邪咒、击倒邪恶统治，成为了非自願英雄。
布拉德逃脱牢房后，落入护城河并进入地洞迷宫。返回地面后，他来到了附近的村庄，之後游戏中布拉德將多次重回此地。布拉德环游大陆各地—世界边缘绝壁、冰宫和失物之谷（有地球上丢失的各类物品）—遇到怪异角色，经历荒诞冒险，寻找看似无用，但决战会助其得胜的一套物品（包括灭火器和电风扇）。最终，男孩来到邪恶女王的宫殿，将之彻底击败。在她消失后，布拉德被立刻传送回一切开始的棒球场。

## 开发与发行
在Core Design的原计划中，游戏更偏动作而非冒险。在Core Design的最初设想中，游戏风格类似自家1991年游戏《海姆达尔》，为等轴视角动作角色扮演游戏，而后逐渐改为经典、纯2D的横向卷轴冒险游戏（当时还有称之角色扮演游戏）。遊戲意欲为“给未玩过冒险游戏者”創作。执行制作人杰里米·希思-史密斯后期要求，主人公實際应不可战胜。游戏联合设计师、Amiga版本主程序师罗伯特·图恩称，他们的理念是游戏这些部分“有趣但不困难”。联合设计师兼PC版程序师伊恩·萨拜因表示，去掉文字可“让游戏性提速”。至于將屏幕文字控制到最少的决定，图恩称“像《威利·比米什历险记》那样，阅读内容太多会拖慢或杀掉游戏”，主美术师罗尔夫·莫尔补充称道“愿一图胜千言，且让系统易用”。图恩表示，“卢卡斯影业主要以文字表达幽默，而我们希望用卡通动画和即兴滑稽表演来展现”。Core Design的理查德·巴克利称，这是“雪乐山在线/卢卡斯影业之辈的图标式大作”。莫尔自称深受雪乐山国王密使和宇宙传奇系列影响。

罗尔夫·莫尔手绘的游戏背景原画。许多Amiga杂志称赞游戏画面，如“画面精妙”“视觉效果壮丽”及“出色描绘了魔法与冒险的世界”

在实际作画与编程开始前，开发团队先耗費一个月制作情节图谱。莫尔回忆到：“当时没有太多‘游戏设计’方面的东西，‘概念图’则更少，他们向我展示简短的文字和示意图，并留给我充分的创作自由。这很有趣，不過我自認質疑某些游戏性的选择。”为使PC版和Amiga版皆尽善尽美，两个版本同时独立开发，以免仓促將一个系统移植到另一个系统。團隊还曾计划制作Amiga CD32版遊戲。游戏画面分为背景和精灵图两部分：背景由莫尔以丙烯颜料手绘后数字化；精灵位图由Amiga上的Deluxe Paint和Brilliance制作，並使用转描製作动画。动画师比利·艾利森和斯图尔特·阿特金森用Deluxe Paint创作了“巨幅”角色组图，但限于储存空间而改用更经济的方式。此外，PC版使用8位256色调色板，但Amiga版缩减到仅32色（背景可用24色，主角可用8色；其他角色僅使用这些颜色）。游戏还使用了各种各样的数字音效。
游戏设计和故事随时间不断演变，标题亦曾修改。因游戏变动之故，部分完成的图画和内容遭废弃，特别是城堡内部的最终区域（原计划城堡較大，且有怪物守卫，但最终缩减成小片区域，任务基本只剩寻找密室）。艾利森称，“有整个区域没有做进去，例如滑旱冰的弗兰肯斯坦，如果你把它‘杀死’，它就会分裂成许多小弗兰肯斯坦，我做好了精灵图等等，但它从未用于游戏。”游戏暂定名称最初为「泽洛利亚」，后来几家电子游戏杂志误以为“Zeloria”是游戏世界的名称；还有些杂志将“Enchantia”当作游戏反派的名字，而实际上她無名（一些文章称其“马莉齐娅”“迈尔布勒姆”等）。還有章介绍了早期版本剧情，這和成品遊戲略有不同：城堡中有三女巫，她们需要每百年飲用一种特制药水，否则将化作尘土，主人公布拉德最初的任务則是营救被抓走的妹妹珍妮。1991年的解释称，Zeloria是“神秘奇幻的大地，充满失物和女巫——实际上，Zeloria是丢失之地，所有不见的泡泡袜和电视遥控器都在那里”。“Enchantia”一名由莫尔于开发末期提出，为使标题更贴切，制作人加上了“Curse of”。
艾利森称项目是“发生在经典童话世界的滑稽荒诞幽默”。游戏故事和元素部分借鉴自《獅子·女巫·魔衣櫥》、《绿野仙踪》、《冰雪女王》和迪士尼动画电影，并大量依赖超现实幽默和粗俗滑稽剧。游戏有多处指涉流行文化的彩蛋，例如“Benn的服饰店”中有套蝙蝠侠服装，乐队“The Slugs”成员为四只人形蛞蝓（slug），從衣櫥中进入冰雪王国，以及遇到玛丽·塞莱斯特号沉船。游戏與同期奇幻冒险游戏《妖妇的诱惑》（1992年6月发行）類似或属意外。斯图尔特·坎贝尔称，《魔魅大陆的邪咒》是“剧情有别的滑稽版《妖妇的诱惑》”；其他评论亦指出二者相似，特别是两款游戏开篇地下城逃跑的场景。冒险游戏杂志《红鲱鱼》写道，“正如你所见，许多明显的共同点：‘受压迫的村民正祈祷回归和平生活與恶魔死亡’，这基本是他们正在《妖妇的诱惑》中做的事情”。
游戏原名“Zeloria”，起初定於1992年3月或4月发行。1992年4月的欧洲电脑贸易展上，游戏正式以《魔魅大陆的邪咒》之标题公开。游戏先计划于1992年9月发行，後再度延期至1992年11月。游戏首发时，法国《Joystick》等杂志举办了有奖（电脑和奖金）促销活动。使用新PC操作系统的电脑用户需通过DOSBox运行。《魔魅大陆的邪咒》属于最早一批CD-ROM冒险游戏，但其必须安装于硬盘，無法直接在CD上运行。1993年，维珍游戏将之与多种早期PC光盘驱动器捆绑销售。游戏与《海姆达尔》和《雷鹰》打包，通过CD合辑《安可合装包》再版。

## 评价
| 媒体                     | 得分 |
| ------------------------ | ---- |
| GamesMaster              | 88%  |
| PC Gamer英国             | 65%  |
| ACAR                     | 83%  |
| Amiga Action             | 94%  |
| Amiga Computing          | 93%  |
| Amiga Format             | 62%  |
| Amiga Power              | 87%  |
| Amiga User International | 86%  |
| CU Amiga                 | 89%  |
| PC Format                | 76%  |
| The One                  | 79%  |

媒体评论一般对《魔魅大陆的邪咒》，特别是其画面与动画表示称赞。据《The One》称，游戏总体“获得相当的好评”。然而，游戏困惑的界面系统，多无逻辑的解密遭到部分媒体批评；还有一些评论认为，游戏的文字與对话欠奉，幽默、故事的发展与气氛水准不高。
英国评论者往往称赞Amiga版游戏。《Amiga Action》的布赖恩·夏普授予这款“制作精良，包装构思巧妙”的游戏Amiga动作奖，称其“完美无瑕”，“无疑是迄今最佳的Amiga动作游戏”。他还提示，某些环节若以搖桿控制，或許“操作不再那么恼人”。《Amiga Computing》授予其玩家金奖，称游戏“极好”、“真是相当迷人”，“无疑是（Core Design）迄今最棒最难忘的游戏”，甚之建议“今天就买，如果不买你很可能会自杀，它就是如此之好”。《CU Amiga》的托尼·吉尔授予游戏CU金画面奖，称虽然“部分谜题有些没逻辑，但你越深入游戏就越舒畅。每走近一步，画面就会越来越好。”《Amiga Power》的莱斯·埃利斯称，该作是他所玩过最滑稽的游戏，并称其“经典的冒险游戏，稍稍改进或可轻易击败猴島小英雄，值得任何合辑收录，会是所有冒险游戏玩家的挑战”。《Amiga Power》一年后称，“这款冒险幽默感如此之强，将逐渐成为经典。其定价略高，部分谜题有些晦涩，但这都是无足轻重的小意见。总之这是一款佳作。”《Atari ST User》甚至称其“年度最佳游戏竞争者”。
其他英语地区的游戏出版物多亦表示称赞。澳大利亚《ACAR》的肯·辛普森“完全被迷住了”，称游戏画面和动画“迷人”，是他“所见过最雅致的作品之一”，但他认为界面系统和难度存在问题。北美杂志《電腦遊戲世界》的一篇前瞻评测称這是“很好看的产品”，“幾乎有《紗之器》/《国王密使V》/《凯兰迪亚传奇》之水准”；另一篇评测则称，“相較于传统的动画冒险游戏，实际更像多屏益智游戏”，该评论还称，尽管“界面设计“有些复杂不便”，但“嗜爱解迷游戏的玩家应能找到乐趣”。澳大利亚《OZ Amiga》的比尔·霍尔德称，《魔魅大陆的邪咒》乃“轻松搞笑的冒险游戏，几乎能吸引所有人”，是“1993年最佳作品之一”。
另一方面，《Amiga Format》的埃德·里基茨称，《魔魅大陆的邪咒》被《猴島的秘密》“甩出几光年”，和《猴島小英雄2》“无可比性”，他认为“无文字的界面并未奏效——虽然设计师有其信条，但您确实需要文字”，而且游戏“没有幽默可言，总之，没有真正的幽默”。虽然《The One Amiga》的前瞻评论称，“游戏甚至可匹敌强悍的美国冒险游戏”，但該杂志的戴维·厄普丘奇写道，“游戏没有真正的幽默和氛围。部分原因是游戏没有文字——你很难與相遇的角色沟通”，“《魔魅大陆的邪咒》虽可娱乐，但之于《猴島小英雄2》就如速食土豆泥之于真土豆泥”，即“只是低级替代品”。《世纪报》的李·珀金斯认为，“对有一定高雅品味的奇幻玩家而言，《魔魅大陆的邪咒》会稍显失望”。《PC Gamer UK》称其“平凡的大众用品”，游戏“画面还行”，但“没有氛围和感觉，給人感覺不是冒险游戏，反而像一连串恼人的暧昧谜题”。
在法国，《魔魅大陆的邪咒》获得《Génération 4》的84%（PC）和《Joystick》的90%和91%（Amiga和PC）。游戏获得斯洛文尼亚《Moj Mikro》的46/60、瑞典《Datormagazin》的79%，以及塞尔维亚《Svet Igara》的8/10。德国杂志《PC Player》仅打出38%，称游戏会让玩家“怀恋其雪乐山作品”，但其他德国杂志评价总体较高，包括《Amiga Magazin》的8.3/12、《Aktueller Software Markt》的53/60（Amiga和PC）、《PC Joker》和《PC Games》分别打出的68、《Amiga Joker》的69%、《Power Play》的71%（Amiga）和81%（PC），以及《Amiga Games》的86%。意大利杂志《K》和《The Games Machine》分别打出802/1000和91%的高分，《K》认为游戏方便了非英语玩家。游戏在波兰的评价亦很给力，获得《C&A》（95%）和《Secret Service》（77%）和的好评，以及《Computer Studio》1992年最佳冒险游戏奖（其他得主为《鬼屋魔影》、《亞特蘭提斯之謎》和《凯兰迪亚传奇》）。然而，在西班牙杂志《PCmanía》1993年图形冒险游戏评级中，《魔魅大陆的邪咒》因“奇怪”的设计，只获得六星制的三星。

### 回顾评论
在1995年《Amiga Action》的Amiga最佳动作游戏榜单中，游戏位列第11。法国《PC Soluces》在1996年的特稿中，给游戏打出五星制的三星，称游戏角色有趣、有超现实感、画面多样，但被“有点薄弱”的情节和不够直观的界面所拖累。游戏在《Wirtualna Polska》的最佳Amiga游戏榜单中排名第27，不過杂志认为，如今“纯粹冒险游戏拥护者”不喜欢游戏融入动作冒险的“不智想法”，游戏还获选史上最佳冒险游戏第19名，杂志认为，沒有文字“完美”贴合了游戏故事及特色幽默。在波兰主机游戏杂志《PSX Extreme》的最佳Amiga游戏榜单中，游戏排第26位，杂志称其可玩性强。
网站GamersHell近期的评论称，信息和对话无一字乃“有趣的设计元素”。但Gry-Online认为，对事物不做半点描述、界面图标和“无用”功能太多，正是《魔魅大陆的邪咒》不够杰出的部分原因。GamesRadar在幽默文章《超級任天堂火热时游戏广告是怎样的》中，展示了一则《魔魅大陆的邪咒》广告。
《魔魅大陆的邪咒》是本·克罗肖（快艇骰子）拥有的首款Amiga游戏，他在2012年录制的PC游戏游戏直播视频中称，该作“画面很好、动画很好、游戏设计让人震惊”，但“全无逻辑可言”的事实令人叹息。快艇骰子在之前2005年的采访中称，“这是我难以当众批评的游戏，它场景很美、幽默感很强，虽然我明白，以现在的标准来看，它并不入眼”，但在2012年游戏直播中，他称游戏不够幽默，观点与之前相左。

## 影响
Core Design短暂计划过一款后传。获得的相关细节很少，仅知道内容是布拉德继续和女巫的战斗，而妹妹珍妮戏份更大。然而该遊戲并未发行（部分因为罗伯特·图恩离开公司），因新游戏“在开发期间发展如此之快，以至于它只成为衍生品”。但僅因“出于实用”，其暂定标题仍为“魔魅大陆的邪咒2”。该精神续作最终定名“宇宙”，1994年发行。游戏使用强化版《魔魅大陆的邪咒》引擎，界面亦相似。对《魔魅大陆的邪咒》所獲批评，Core Design回应称，和他们首款冒险游戏相比，《宇宙》更富逻辑，且游戏路线不像前作那般单一。他们还称，游戏在沿用图标之時还加入了文字系统，更益于角色展开对话。他们亦承认，《魔魅大陆的邪咒》融合动作场景“问题相当大”，“冒险游戏玩家不想玩他们的游戏”。游戏前提依然和明顯類似《魔魅大陆的邪咒》，被传送到异世界少年（主人公名称由布拉德改为鲍里斯，但他同样有叫珍妮的妹妹）从邪恶法师国王手中保命。然而《宇宙》的氛围更严肃，幽默仅限喜剧调剂之用，“不再如《魔魅大陆》般荒谬”。
1994年冒险游戏《魔法师西蒙》和《魔魅大陆的邪咒》相似，都是现代世界的少年主人公被传送到奇幻世界，消灭邪恶的巫师；该作部分借鉴了《魔魅大陆的邪咒》，封面图类似《国王密使VII》。《魔魅大陆的邪咒》还影响了波兰雷鬼乐队Enchantia，该乐队称Enchantia一名“有温暖之感”。游戏主美术师罗尔夫·莫尔称，迪士尼2007年电影《曼哈頓奇緣》的封面可能受《魔魅大陆的邪咒》影响；他自称创作该游戏时“无疑”受到迪士尼的影响，而这正是“仿效效仿迪士尼画作的画作的实例”。“魔魅大陆之魔法世界”是电子游戏《魔魅大陆：凤凰女王的愤怒》中的设定，但二者似乎没有其他联系。《魔魅大陆的邪咒》亦“很大”程度影响了快艇骰子本人的冒险游戏。